# Világosság (kolozsvári napilap)
A Világosság kolozsvári magyar napilap. Miután 1944-ben átvonult a front Erdélyen ez volt az elsőként megjelenő erdélyi magyar újság. 1944. október 18-án jelent meg, egy héttel a  szovjet csapatok bevonulása után, az Ellenzék című napilap felszereléseivel, Balogh Edgár főszerkesztésében. A lapkiadás elsődleges célja az újjáépítés támogatása volt. 1945–1953 közt Minier Albert, 1947–1950 közt Tóth Kálmán voltak a lap belső munkatársai.
1953-ban a Világosság megszűnt. Beke György monografikusan feldolgozta a lap történetét, és összeállította a tárgymutatóját is (kéziratban).